# Großsteingrab Alt Tellin
Das Großsteingrab Alt Tellin (korrekt eigentlich Großsteingrab Neu Tellin, auch Hoher Stein oder Hexenstein genannt) war eine megalithische Grabanlage der jungsteinzeitlichen Trichterbecherkultur bei Alt Tellin im Landkreis Vorpommern-Greifswald (Mecklenburg-Vorpommern). Es trägt die Sprockhoff-Nummer 563.

## Lage
Nach einem Bericht von 1832 befand sich das Grab nördlich der Tollense am einstigen Weg von Klempenow nach Demmin in der Nähe von Alt Tellin (später wurde zwischen Alt Tellin und dem Standort des Grabes Neu Tellin errichtet), etwa 3000 Schritt (ca. 2250 m) von der Tollense entfernt auf einer Anhöhe. Die Entfernungsangabe scheint jedoch fehlerhaft zu sein, da auf einem Messtischblatt von 1835 das Grab an besagtem Weg, aber nur etwa 500 m von der Tollense entfernt eingetragen ist.
Der größte und namensgebende Stein der Anlage, der „Hohe“ bzw. „Hexenstein“ wurde im 19. Jahrhundert verschleppt und zu einem Gartentisch umgefertigt. Später wurde er an seinen heutigen Standort an der Kreuzung der Wege von Schmarsow zur Burgruine Osten und von Alt Tellin nach Siedenbrünzow verlegt.

## Beschreibung
Sowohl Ewald Schuldt als auch Hans-Jürgen Beier führen die Anlage als erhalten, berufen sich dabei aber lediglich auf die Angaben Ernst Sprockhoffs, der wiederum nur einen Bericht in den Baltischen Studien von 1832 wiedergibt, ohne das Grab selbst in Augenschein genommen zu haben. Die Steine wurden wohl im 19. Jahrhundert entfernt und zum Straßenbau verwendet. Über den Zustand der Hügelschüttung ist nichts bekannt.
Um 1832 wies die Anlage noch ein rechteckiges Hünenbett mit einer steinernen Umfassung auf. Diese war ost-westlich orientiert und hatte eine Länge von 104 Fuß (ca. 30 m) und eine Breite von 24 Fuß (ca. 7 m). Die östliche Schmalseite war etwas schmaler als die westliche. An den Ecken der westlichen Schmalseite lagen zwei große Steine. An der Südwestecke lag ein verschleppter Stein von 25 Fuß (ca. 7,5 m) Umfang, an der Nordwestecke der „Hexenstein“ mit einer Höhe von 5 Fuß (ca. 1,5 m) und einem Umfang von 18 Fuß (ca. 5,5 m). In der Mitte des Hünenbetts lagen zwei Steine, von denen einer noch tief in der Erde steckte. Hierbei handelte es sich wohl um die Reste der Grabkammer, die vermutlich als Urdolmen anzusprechen ist.